# Tôn Kiên
Tôn Kiên (chữ Hán: 孫堅; (155-191), tên tự là Văn Đài (文臺), là người đặt nền móng xây dựng nước Đông Ngô thời Tam Quốc trong lịch sử Trung Quốc. Đương thời ông là tướng nhà Hán và tham gia cuộc chiến chống quyền thần Đổng Trác.

## Thời trẻ
Tôn Kiên người Phú Xuân thuộc Ngô quận. Mẹ ông là Tôn Bạch Hà (120 - 156) chết từ hồi Tôn Kiên mới 2 tuổi, cha ông là Tôn Huyền (116 - 190) vì vợ đã chết nên đã lấy Lưu Cầm Trang (136 - 211) làm người vợ kế để chăm sóc ông. Theo Tam quốc chí, ông là hậu duệ của danh tướng Tôn Võ thời Xuân Thu và nhiều đời làm quan, tuy nhiên có ý kiến nghi ngờ về "dòng dõi Tôn Vũ" và cho rằng chỉ chắc chắn Tôn Kiên là dòng dõi thế tộc nhiều đời.
Lớn lên, Tôn Kiên được làm chức lại trong huyện, tính tình khoáng đạt, thích kết giao với các hào kiệt.
Năm 17 tuổi (171), ông cùng cha đi thuyền đến sông Tiền Đường, trên đường đi gặp một toán cướp Hồ Ngọc đang cướp tiền của các nhà buôn và chia chác với nhau trên bờ. Mọi người trên thuyền đều sợ không dám tiến lên, Tôn Kiên tỏ ý định đánh cướp. Dù cha đã can không nên mạo hiểm nhưng Tôn Kiên vẫn xách dao nhảy lên bờ, vừa chạy vừa cầm dao chỉ đông chỉ tây như đang chỉ huy mọi người nghe hiệu lệnh. Bọn cướp biển thấy vậy tưởng rằng có quân triều đình đến bắt, liền vứt hết tiền của bỏ chạy. Tôn Kiên thừa thế đuổi theo, chém chết một tên cướp.
Từ vụ việc này, ông trở nên nổi tiếng, được quan phủ trong quận phong làm Hiệu úy.

## Dẹp loạn
Năm 172 đời Hán Linh Đế, trong quận Cối Kê có người tên là Hứa Xương dấy binh chống triều đình ở Cú Chương, tự xưng là Dương Minh hoàng đế, có hơn 1 vạn quân, đánh phá khắp nơi. Tôn Kiên mới 18 tuổi, làm tư mã trong quận bèn chiêu tập hơn 1000 quân, hợp lực cùng quân sĩ trong các châu, dẹp được Hứa Xương. Thứ sử Tang Bân tâu lên triều đình, Tôn Kiên được thăng làm Huyện thừa huyện Diễm Độc, mấy năm sau lại được phong làm Huyện thừa ở Vu Thai rồi huyện Hạ Bì.
Tôn Kiên làm huyện thừa ở 3 huyện, tại đâu cũng nổi tiếng, được nhiều người ngưỡng mộ. Ông giao du với nhiều nhân tài, đối đãi rất hậu.
Năm 184, anh em Trương Giác cầm đầu khởi nghĩa Khăn Vàng chống nhà Hán, thanh thế rất lớn. Trong các tướng được triều đình cử ra mặt trận, Chu Tuấn tiến cử Tôn Kiên làm Tả quân tư mã. Tôn Kiên chiêu mộ quân sĩ ở vùng Hoài, Tứ, dồn thêm binh mã có từ trước được hơn 1000 người, theo Chu Tuấn đi đánh quân Khăn Vàng.
Tôn Kiên khỏe mạnh, dũng mãnh xông trận, thường một mình đánh sâu vào trận địa. Có lần ông bị thương nằm ngã xuống cỏ, mọi người tìm không thấy, nhờ có con ngựa chiến hí vang nên quân sĩ tìm thấy ông mang về dưỡng thương. Vừa đỡ vết thương ông lại xin ra trận.
Quân Khăn Vàng bị dẹp. Lực lượng tàn dư cố thủ ở Uyển Thành. Tôn Kiên làm tiên phong cho Chu Tuấn, một mình đảm nhận đánh một mặt thành, xông pha đi đầu, cuối cùng hạ được Uyển Thành.
Chu Tuấn tâu báo về triều đình về công trạng của Tôn Kiên, ông được phong làm Biệt bộ tư mã.
Năm 186, Biên Chương, Hàn Toại khởi binh ở Tây Lương chống lại triều đình. Đổng Trác đi đánh bị thua trận. Hán Linh Đế bèn cử Trương Ôn ra trận. Trương Ôn đề cử Tôn Kiên đi cùng giữ chức Tham quân.
Trương Ôn mang quân ra Trường An, viết thư gọi Đổng Trác mang quân về phối hợp. Đổng Trác muốn kháng lệnh, dây dưa thời gian, đến trễ hẹn. Khi bị trách cứ, Đổng Trác cãi lại. Tôn Kiên bèn nói riêng với Trương Ôn, vạch 3 tội và xin giết Đổng Trác, nhưng Trương Ôn cho rằng Đổng Trác có uy tín với dân Tây Lương, nếu giết đi thì sợ người bản địa không ủng hộ.
Tuy cuối cùng Trương Ôn không nghe lời ông nhưng Tôn Kiên vì việc này rất được mọi người khen ngợi. Khi trở về, ông được thăng làm Nghị lang.
Năm 187, Khu Tinh ở quận Trường Sa khởi binh chống triều đình, tự xưng là Tướng quân, tập hợp hơn 1 vạn quân tấn công các thành trì. Hán Linh Đế phong Tôn Kiên làm Thái thú Trường Sa đi dẹp. Ông tập hợp các quan tuần lại trong vùng, dặn họ làm tốt việc hậu cần và hành chính, còn mình sẽ đảm nhiệm việc giao chiến. Kết quả chỉ trong 1 tháng, Tôn Kiên dẹp được Khu Tinh.
Cùng lúc, Chu Thiều và Quách Thạch cũng nổi dậy ở các quận Linh Lăng, Quế Dương, có qua lại với Khu Tinh. Tôn Kiên mang quân tới dẹp nốt lực lượng này, khiến cả ba quân đều trở lại ổn định. Trong quá trình chiến sự, Thái thú Lư Giang là Lục Khang có người cháu đang đảm nhận chức huyện lệnh Tuyên Xuân, người này cầu cứu Tôn Kiên. Viên chủ bạ dưới quyền ông khuyên không nên đánh ra ngoài địa bàn mình quản lý, nhưng Tôn Kiên cho rằng đánh dẹp vì nước thì không phân biệt lãnh địa nơi nào, bèn dẫn quân tới cứu viện, đánh lui quân nổi dậy.

## Liên minh đánh Đổng Trác
Năm 189, Hán Linh Đế qua đời, Hán Thiếu Đế lên thay. Hoạn quan và ngoại thích Hà Tiến mâu thuẫn gay gắt, kết quả Hà Tiến bị hoạn quan giết chết. Trước khi chết Hà Tiến triệu Đổng Trác vào dẹp hoạn quan. Đổng Trác có cớ vào triều, bạo ngược làm nhiều điều tàn ác, thao túng triều đình, phế và giết Thiếu Đế, lập Hán Hiến Đế.
Tôn Kiên nghe tin Đổng Trác ngang ngược ở kinh đô Lạc Dương, than trách Trương Ôn không nghe lời ông trước đây.
Tam Quốc diễn nghĩa kể rằng người muốn giết Đổng Trác khi Trác chưa đắc thời là Trương Phi trong khi đánh quân Khăn Vàng. Người không đồng ý giết Đổng Trác là Lưu Bị chứ không phải Trương Ôn. Sau này Đổng Trác đắc thế, La Quán Trung cũng để Trương Phi than thở như Tôn Kiên.

### Giết Vương Duệ
Thiên hạ nhiều người bất bình việc làm của Đổng Trác, các chư hầu bèn tập hợp nhau nổi dậy tôn Viên Thiệu (thủ hạ cũ của Hà Tiến) làm minh chủ. Tôn Kiên hưởng ứng ngay lập tức. Tuy ông không mang quân tới hội binh với Viên Thiệu ở Toan Cức như 10 trấn chư hầu khác nhưng lại trở thành lực lượng tác chiến chống Đổng Trác mạnh mẽ nhất.
Tôn Kiên là thái thú Trường Sa thuộc Kinh châu, dưới quyền thứ sử Vương Duệ. Vương Duệ từng tham gia chinh chiến dẹp loạn với Tôn Kiên ở Linh Lăng và Quế Dương nhưng hay thường lộ vẻ khinh miệt người khác nên Tôn Kiên không vừa lòng.
Vương Duệ có thù với thái thú Vũ Lăng (cũng thuộc Kinh châu) là Tào Dần. Khi nghe tin các chư hầu hiệu triệu đánh Đổng Trác, Vương Duệ nhân loạn lạc tuyên bố đánh Tào Dần trước rồi mới đánh Đổng Trác.
Tào Dần sợ hãi, bèn giả mạo làm hịch của Quang lộc đại phu Ôn Nghi gửi cho Tôn Kiên, kể tội Vương Duệ, sai Tôn Kiên giết Vương Duệ. Tôn Kiên nhận lệnh, sẵn ghét Vương Duệ bèn mang quân đi đánh.
Vương Duệ biết Tôn Kiên dũng mãnh, bèn sai quân đi dò la hỏi xem vì sao lại mang quân đến. Tôn Kiên sắp mưu từ trước, sai quân sĩ trá xưng là đói rét nên đến xin quần áo. Vương Duệ tưởng thật, truyền quân mở kho và cho quân Tôn Kiên tiến vào.
Tôn Kiên bất thần tiến xộc tới lầu lăm lăm vũ khí. Vương Duệ giật mình hỏi lý do, Tôn Kiên tuyên bố theo lệnh của triều đình giết Vương Duệ. Quân của Duệ không kịp kháng cự, ông bắt giữ luôn Vương Duệ. Duệ vẫn không biết mình bị triều đình kết tội gì, vì Tôn Kiên tuyên bố chỉ làm theo lệnh, rồi bắt Vương Duệ nuốt vàng sống tự sát.

### Giết Trương Tư
Tôn Kiên mang quân lên đường đánh Đổng Trác, tập hợp được vài vạn quân. Em Viên Thiệu là Hậu tướng quân Viên Thuật dâng biểu lên triều đình cử Tôn Kiên làm giả Trung lang tướng. Thời loạn lạc khi đó, việc dâng biểu của Viên Thuật lên triều đình Hán Hiến Đế chỉ là danh nghĩa, vì Hiến Đế đang ở trong tay Đổng Trác; dù Đổng Trác thừa nhận hay không thì mọi người mặc nhiên thừa nhận Tôn Kiên là giả Trung lang tướng.
Ông gửi thư cho thái thú Nam Dương (cũng thuộc Kinh châu) là Trương Tư (mới được Đổng Trác bổ nhiệm) đề nghị cung ứng lương thảo. Trương Tư theo lời thủ hạ, coi thường Tôn Kiên chỉ là viên quận thú ngang với mình nên không đáp ứng.
Tôn Kiên sắp mưu đặt tiệc rượu mời Trương Tư đến dự. Trương Tư muốn giữ hòa khí bèn nhận lời. Uống rượu giữa chừng, Tôn Kiên sai thủ hạ kể tội Trương Tư không cấp lương làm chậm việc tiến quân, rồi hô quân bắt luôn Trương Tư ra chém.
Các quan lại ở Nam Dương thấy Trương Tư bị giết vô cùng sợ hãi, vì vậy Tôn Kiên đòi gì cũng phải cung ứng đủ.

### Đánh Đổng Trác

#### Mẹo lui Hồ Chẩn
Tôn Kiên đến Lỗ Dương thì gặp Viên Thuật. Viên Thuật lại dâng biểu xin phong cho Tôn Kiên làm Phá lỗ tướng quân kiêm thứ sử Dự châu. Được khích lệ, ông chỉnh đốn binh mã chuẩn bị tiến đánh Lạc Dương.
Sau một thời gian củng cố lực lượng, cuối năm 190, Tôn Kiên xuất phát đánh Đổng Trác. Ông sai Trưởng sử Công Cừu Xứng đi đốc lương thảo. Trong lúc Tôn Kiên tập hợp chư tướng uống rượu tiễn Công Cừu Xứng thì Đổng Trác biết tin Tôn Kiên sắp ra quân bèn sai thái thú Đông quận là Hồ Chẩn mang quân đánh trước. Quân Hồ Chẩn đông đảo kéo đến trong lúc Tôn Kiên chưa kịp bày trận ứng phó.
Ông hạ lệnh cho thủ hạ đi thu thập quân sĩ trở về hàng ngũ, còn mình vẫn ngồi uống rượu như thường, khiến quân sĩ không hoảng hốt rối loạn. Khi quân sĩ trở về thành gần đông đủ, ông mới đứng dậy chỉ huy rút lui vào trong. Hồ Chẩn thấy quân sĩ Tôn Kiên nghiêm chỉnh nên không dám tấn công thành Lỗ Dương mà hạ lệnh rút lui.

#### Thua Từ Vinh
Tháng 2 năm 191, Tôn Kiên với danh nghĩa là Thứ sử Dự châu, tập hợp binh mã các quận được 10 vạn quân kéo đến Lương Đông và tiến đánh Lạc Dương. Đổng Trác sai bộ tướng Từ Vinh ra chống cự. Thái thú Dĩnh Xuyên dưới quyền Tôn Kiên là Lý Mân giao chiến với Từ Vinh bại trận, bị bắt sống cùng nhiều quân lính và bị Từ Vinh giết chết. Quân của Tôn Kiên cũng bị bại trận nặng, ông cùng hơn 10 kỵ binh phá vây chạy ra.
Trên đường chạy bị quân Từ Vinh truy đuổi, Tôn Kiên cởi chiếc mũ đỏ trên đầu đưa cho bộ tướng Tổ Mậu đội để đánh lạc hướng địch. Quân Từ Vinh cứ theo mũ đỏ mà đuổi, trong lúc Tôn Kiên theo đường nhỏ khác chạy thoát thì Tổ Mậu cũng nghĩ ra kế tháo chiếc mũ đội lên cái cột cháy dở trước ngôi mộ, còn mình nhảy vào bụi rậm nấp. Quân Từ Vinh đuổi đến nơi chỉ thấy cái cột cháy bèn lui về.
Tam Quốc diễn nghĩa kể rằng người đánh bại Tôn Kiên trận này là Hoa Hùng, còn Tổ Mậu đội mũ đỏ dụ địch cứu Tôn Kiên cũng nấp trong bụi, thấy Hoa Hùng đi tới định nhảy ra đâm nhưng không được, bị Hoa Hùng giết chết.

#### Đánh bại Hồ Chẩn lần thứ hai
Tôn Kiên bại trận nhưng không nản chí. Ông thu nhặt tàn quân, đánh chiếm thành Thái Cốc và Dương Nhân ở phía nam Lạc Dương.
Đổng Trác thấy Tôn Kiên chiếm Dương Nhân, lại sai Hồ Chẩn và con nuôi là Lã Bố mang 5000 quân đi đánh. Hồ Chẩn và Lã Bố bất hòa, Hồ Chẩn nóng tính và muốn nhanh chóng lập công, tuyên bố với quân sĩ phải lập tức quét sạch Tôn Kiên, khiến các tướng dưới quyền không đồng tình.
Khi quân Hồ Chẩn còn cách vài chục dặm, quân sĩ đi xa mệt mỏi chuẩn bị nghỉ ngơi thì Lã Bố muốn phá Hồ Chẩn không cho lập công, bèn bàn rằng quân Tôn Kiên lơi lỏng nên đánh ngay. Hồ Chẩn nghe theo, bèn dẫn quân đi trong đêm, nhưng đến nơi thì Tôn Kiên đang phòng thủ rất nghiêm ngặt, không thể đánh úp. Lúc đó quân Hồ Chẩn đói khát, trong đêm không kịp đào hào phòng ngự, đang định cởi giáp ngủ thì Lã Bố lại phao tin nhảm rằng Tôn Kiên sắp kéo ra đánh úp. Quân Hồ Chẩn không phân biệt được thật giả, chạy nháo nhác, bỏ cả mũ và giáp, người ngựa rất hỗn loạn.
Tôn Kiên được tin báo quân địch hỗn loạn bèn mang quân ra đuổi đánh khiến Hồ Chẩn đại bại, bộ tướng của Chẩn là Hoa Hùng bị chém chết.
Tam Quốc diễn nghĩa kể rằng Hoa Hùng đánh bại Tôn Kiên và giết nhiều tướng của các trấn chư hầu, mãi sau Quan Vũ ra trận mới giết được ở cửa Hổ Lao phía đông Lạc Dương. Trên thực tế anh em Lưu Bị, Quan Vũ và Trương Phi không đến hội minh với Viên Thiệu đánh Đổng Trác.

#### Tiến vào Lạc Dương
Sau trận thắng ở Dương Nhân, khí thế Tôn Kiên rất cao. Ông chuẩn bị mang quân đánh Lạc Dương. Nhưng giữa lúc đó lại có người gièm pha với Viên Thuật rằng nếu để ông lập công lớn thì khó kiềm chế, vì vậy Viên Thuật ngừng cấp lương thảo cho ông.
Tôn Kiên bị thiếu lương rất lo lắng. Ông thách Dương Nhân phóng ngựa mấy trăm dặm đến Lỗ Dương gặp Viên Thuật trách móc Thuật không làm hết trách nhiệm. Viên Thuật xấu hổ phải phát lương cho ông.
Tôn Kiên trở lại mặt trận. Đổng Trác lo lắng, sai Lý Thôi đến giảng hòa với ông và xin kết thông gia nhưng Tôn Kiên cự tuyệt. Sau đó ông thúc quân tiến đến Đại Cốc cách Lạc Dương 90 dặm hạ trại.
Đổng Trác thấy Tôn Kiên cự tuyệt không giảng hòa lại càng khâm phục ông. Đổng Trác đích thân mang quân ra trận, giao chiến với Tôn Kiên một trận nhưng bị đánh bại, đành rút quân về Thằng Trì rồi ép Hán Hiến Đế và dân chúng Lạc Dương sang phía tây đến Trường An, để Lã Bố ở lại đóng đồn trấn thủ ở ngoài Lạc Dương, còn Chu Tuấn trấn giữ Lạc Dương.
Nhưng khi Đổng Trác vừa đi khỏi, Chu Tuấn bèn tuyên bố chống lại Trác và mang quân về Trung Mâu. Tôn Kiên tiến vào cửa Nghi Dương, Lã Bố không chống nổi cũng bỏ chạy nốt. Tôn Kiên tiếp quản Lạc Dương, nhưng trước khi đi Đổng Trác đã đốt phá kinh thành, vì vậy Lạc Dương chỉ còn là đống hoang tàn. Ông ra lệnh cho quân sĩ quét dọn tông miếu nhà Hán và cúng tế.
Khi đóng quân ở Lạc Dương, Tôn Kiên tìm được ngọc tỷ truyền quốc của nhà Hán vốn thất lạc từ loạn hoạn quan năm 189: khi đó vua Hán Thiếu Đế bỏ chạy, cung điện hỗn loạn, người cầm ngọc tỷ đã nhảy xuống giếng tự vẫn; quân sĩ của Tôn Kiên biết dưới giếng có vật lạ bèn đi báo và tìm ra ngọc tỷ.
Tam Quốc diễn nghĩa kể rằng có khi ông bắt được ngọc tỷ, có thủ hạ đã khuyên nên về Giang Đông mưu đồ đế vương, bỏ việc đánh Đổng Trác. Tôn Kiên nghe theo, bỏ dở việc đánh Trường An, giấu ngọc tỷ rút về căn cứ.
Tôn Kiên chỉnh đốn binh mã tiếp tục tiến quân đánh Đổng Trác, sai một cánh quân vòng tới giữa Tân An và Thằng Trì để cắt đứt đường đi của Đổng Trác. Do Đổng Trác mang theo cả triều đình, nhiều người dân nên đi chậm, bị một cánh quân Tôn Kiên chặn trước. Trác bèn sai tướng cùng họ là Đổng Việt giữ Thằng Trì, cử Đoàn Ổi giữ Hoa Âm để sẵn sàng cứu Đồng Quan; lại sai con rể là Ngưu Phụ giữ An Ấp làm thế ỷ dốc cho Đoàn Ổi. Vì thế phòng ngự của Đổng Trác, Tôn Kiên không tiến lên được.

## Mâu thuẫn với chư hầu
Trong lúc Tôn Kiên nỗ lực tác chiến ngoài mặt trận thì Viên Thiệu và các chư hầu khác án binh bất động, say sưa tiệc rượu không bàn việc quân. Trong số những người hội binh, cánh quân Tào Tháo đơn độc chiến đấu bị quân Đổng Trác đánh bại. Ít lâu sau các chư hầu quay sang đánh lẫn nhau để mở rộng thế lực mưu đồ cát cứ.
Anh em Viên Thiệu và Viên Thuật mâu thuẫn. Khi Viên Thuật cử Tôn Kiên làm thứ sử Dự châu đi đánh Đổng Trác thì Viên Thiệu lại cho người phe mình là Chu Ngang làm thứ sử Dự châu (chiếm chức vị của Tôn Kiên) và đánh vào căn cứ của ông ở Dương Thành.
Tôn Kiên nghe tin chư hầu tan rã, rất thất vọng. Ông đành bỏ việc đánh Trường An, mang quân trở về đánh Chu Ngang. Ngang thua trận bỏ chạy.
Lưu Biểu - người vừa được Đổng Trác cử làm thứ sử Kinh châu thay Vương Duệ - về phe với Viên Thiệu và ở giáp địa bàn với Viên Thuật. Vì vậy Viên Thuật lại sai Tôn Kiên mang quân đánh Lưu Biểu. Lưu Biểu sai bộ tướng Hoàng Tổ ra nghênh chiến.
Tôn Kiên đánh tan quân Hoàng Tổ, Tổ vượt sông bỏ chạy, rút về Tương Dương cùng Lưu Biểu. Tôn Kiên sang sông Hán Thủy đuổi theo, bao vây thành Tương Dương (thuộc Nam Quận). Lưu Biểu đóng cửa thành cố thủ.
Ban đêm, Lưu Biểu sai Hoàng Tổ bí mật ra khỏi thành thu thập quân sĩ chạy tản mát. Hoàng Tổ thu thập được một số quân, quay trở lại thành thì đụng độ với Tôn Kiên. Ông đánh bại Hoàng Tổ lần thứ hai, Tổ phải dẫn quân bỏ chạy. Khi Hoàng Tổ chạy đến Hiệp Sơn thì Tôn Kiên đuổi kịp. Bộ tướng của Hoàng Tổ nấp trong rừng trúc bắn ra. Tôn Kiên bị trúng tên và tử trận.
Năm đó Tôn Kiên mới 37 tuổi.

## Gia quyến
Tôn Kiên khi còn là quan huyện đã cầu hôn một người con gái họ Ngô nổi tiếng có tài đức song toàn, sắc đẹp tuyệt trần đó chính là Ngô Phượng Hi. Nhà cô gái thấy Tôn Kiên vũ phu định từ hôn khiến Tôn Kiên vừa xấu hổ vừa căm hận. Nhưng rồi người con gái lại khuyên cả nhà không nên vì mình mà gây oán với Tôn Kiên và bằng lòng lấy ông. Bà trở thành Ngô phu nhân được ghi trong sử sách.
Tôn Kiên có bốn người con trai là Tôn Sách, Tôn Quyền, Tôn Dực và Tôn Khuông; cùng 1 người con gái (sau này lấy Lưu Bị).
Sau này Tôn Quyền lên ngôi hoàng đế (năm 229), truy tôn ông là Vũ Liệt hoàng đế.

## Đánh giá
Tôn Kiên là người khai lập cơ nghiệp Giang Đông, dũng mãnh cương nghị, phát tích lẻ loi từ nơi nhỏ bé, có chí trung liệt với nhà Hán. Bùi Tùng Chi bình chú Tam Quốc chí cũng đánh giá ông là người hiệp nghĩa, rất xứng danh trung liệt.

## TrongTam quốc diễn nghĩa
Tôn Kiên xuất hiện trong tiểu thuyết Tam quốc diễn nghĩa của La Quán Trung từ hồi 1 đến hồi 7. Do muốn đề cao phe Lưu Bị, La Quán Trung mô tả Hoa Hùng từ một sĩ quan cấp thập bị Tôn Kiên đánh bại thành một tướng lĩnh cấp cao, có vũ lực mạnh mẽ và quy công giết Hoa Hùng cho Quan Vũ, quy công uy hiếp Đổng Trác ở Lạc Dương do 3 anh em Lưu Bị đại chiến với Lã Bố (trận "tam anh chiến Lã Bố").
Sau khi có ngọc tỷ, Tôn Kiên giấu mang về căn cứ để lập nghiệp riêng. Việc đó bị Viên Thiệu phát hiện, Thiệu đòi ngọc tỷ nhưng Tôn Kiên chối rằng mình không bắt được ngọc tỷ. Thiệu bèn viết thư cho Lưu Biểu xui chặn đường ông về Giang Đông bắt nộp ngọc tỷ. Tuy cuối cùng Tôn Kiên đi thoát nhưng cũng do đó ông mới kết thù oán với Lưu Biểu. Theo sử sách, Tôn Kiên đơn phương đi đánh Lưu Biểu theo lệnh của Viên Thuật.
Cái chết của Tôn Kiên cũng được La Quán Trung mô tả khác với sử sách. Theo đó, Tôn Kiên bắt sống được Hoàng Tổ và vây Lưu Biểu. Biểu viết thư sai Lã Công đi cầu viện Viên Thiệu. Lã Công theo kế của mưu sĩ Khoái Lương, ra khỏi thành chạy lên núi lấy cung tên và đá mai phục. Tôn Kiên vội vàng đuổi theo lên núi, bị Lã Công cho quân lăn đá xuống. Tôn Kiên bị đá rơi trúng đầu, vỡ óc và chết. Tôn Sách mang Hoàng Tổ đổi lấy xác ông về chôn cất.
Về gia quyến Tôn Kiên, Tam quốc diễn nghĩa kể rằng ngoài Ngô phu nhân, ông còn lấy người em gái bà. Bà vợ thứ Ngô quốc thái này mới là mẹ đẻ của con gái Tôn Nhân – người lấy Lưu Bị. Sự thực, Ngô quốc thái chỉ là nhân vật hư cấu, Tôn Kiên chỉ lấy một Ngô phu nhân và bà đã mất trước trận Xích Bích. Trong Tam quốc diễn nghĩa, Ngô quốc thái mẹ kế của Tôn Quyền có ảnh hưởng nhất định đến Tôn Quyền. Tại hồi 44, bà nhắc Tôn Quyền lời dặn của Tôn Sách trước khi mất: "Việc trong không quyết được thì hỏi Trương Chiêu, việc ngoài không quyết được thì hỏi Chu Du" khiến Tôn Quyền trông cậy vào Chu Du khi quân Tào áp sát biên giới. Bà còn sống tới đám cưới của Tôn Nhân với Lưu Bị ở hồi thứ 54 và rất phản đối ý đồ làm hại Lưu Bị của Tôn Quyền và Chu Du. Các nhà nghiên cứu khẳng định: không chỉ nhân vật Ngô quốc thái mà ngay cả di ngôn của Tôn Sách đều là hư cấu.